# 马克斯·施特赖布
马克斯·施特赖布（德語：Max Streib，1912年12月20日—1989年11月1日），瑞士男子手球运动员。他曾代表瑞士参加1936年夏季奥林匹克运动会手球比赛，获得一枚铜牌，他在所有五场比赛期间都有上场。